# Gorsley and Kilcot
Gorsley and Kilcot é uma paróquia e aldeia de Forest of Dean, no condado de Gloucestershire, na Inglaterra. De acordo com o Censo de 2011, tinha 273 habitantes. Tem uma área de 3.59 km².